# Phoebis philea
Phoebis philea is een dagvlinder uit de familie  Pieridae (witjes).
Phoebis philea komt verspreid  van Brazilië tot het zuiden van de Verenigde Staten voor. De spanwijdte bedraagt 70 tot 102 millimeter; het vrouwtje is groter dan het mannetje. De imago kan het hele jaar door worden gezien.
Phoebis philea gebruikt planten uit het geslacht Cassia als waardplant. De vrouwtjes zetten eitjes elk apart af op de waardplant, de rupsen hebben een voorkeur voor de bloemen.